# Kallias-Briefe
Schiller hielt in den Kallias-Briefen seine Gedanken zur Schönheit im Briefwechsel mit seinem Freund Christian Gottfried Körner fest. Geplant war eine große Abhandlung mit dem Namen Kallias oder Über die Schönheit, die aus Zeitmangel jedoch nicht zustande kam.
Im Brief vom 8. Februar 1793 schreibt Schiller an Körner: „Schönheit ist nichts anderes als Freiheit in der Erscheinung.“

## Die Briefe aus dem Umfeld des „Kallias“-Projekts
- Friedrich Schiller an Christian Gottfried Körner, 21. Dezember 1792 (Text bei „Wissen im Netz“). Erwähnung des Projekts „Kallias, oder über die Schönheit“.
- Friedrich Schiller an Christian Gottfried Körner, 25. Januar 1793 (Text bei „Wissen im Netz“).
- Friedrich Schiller an Christian Gottfried Körner, 8. Februar 1793 (Text bei „Wissen im Netz“).
- Friedrich Schiller an Christian Gottfried Körner, 18. und 19. Februar 1793 (Text bei „Wissen im Netz“).
- Friedrich Schiller an Christian Gottfried Körner, 23. Februar 1793 (Text bei „Wissen im Netz“).
- Friedrich Schiller an Christian Gottfried Körner, 28. Februar und 1. März 1793 (Text bei „Wissen im Netz“).